# Shake It Off (Mariah-Carey-Lied)
Shake It Off ist ein Song von Mariah Carey. Er wurde von ihr, Jermaine Dupri, Bryan-Michael Cox und Johntá Austin für Careys zehntes Studioalbum The Emancipation of Mimi von 2005 produziert und wurde am 12. Juli 2005 in den USA als dritte Single des Albums veröffentlicht.

## Veröffentlichung und Kritiken
Shake It Off wurde in den USA am 12. Juli 2005 als CD-Single und Download veröffentlicht. Die Remixversion des Songs wurde von DJ Clue – der schon den Remix für Careys Vorgänger-Single, We Belong Together produzierte – und den Gast-Rappern Jay-Z und Young Jeezy produziert. Sie wurde als Download am 20. Juli 2005 in den USA veröffentlicht.
Bill Lamb von About.com sagte, Shake It Off wäre im Vergleich zu der Vorgänger-Single ein Flop und einer von Mariah Careys schlechteren Songs. Dan Gennoe von Yahoo! Music nannte den Song „Usher-mäßig“, Sal Cinquemani vom Slant Magazine bezeichnete Shake It Off als „Usher in der Art von Dupri“ und erklärte den Song als „schlechtestes Lied des Album […] in dem Mariah Carey vielmehr andere Sänger nachahmt, als auf die Qualität des Songs zu achten“. Das Blender Magazin platzierte es auf Platz 38 der 100 besten Songs von 2005.

## Musikvideo
Die Regie zum Musikvideo führte Jake Nava. Das Video beginnt mit Carey und ihrem Freund, den sie informiert, dass sie sich von ihm trennen will. Sie packt ihre Sachen, verlässt die Villa und geht zu einem Restaurant. Dort trifft sie Chris Tucker, mit dem sie eine Beziehung anfangen will. Sie gehen zum Auto und Chris Tucker wird von mehreren Frauen umgeben, die für ihn tanzen. Carey besucht ein Football-Match, wo sie auf dem Spielfeld ihren Song weitersingt. Das Video enthält einen Cameo-Auftritt von einem jungen Mädchen, das auch schon einen Auftritt im Musikvideo zu Careys Single Fantasy von 1995 hatte, und einen Cameo-Auftritt von Boo Boo Stewart. Das Video war nominiert in der Kategorie „Best R&B Video“ bei den MTV Video Music Awards 2006.
- Regisseur: Jake Nava
- Video Produzent: Ron Mohrhoff
- Video Produzent: Scott Kalvert
- Video Produktion Designer: Vance Lorenzini
- Video Produktion Firma: FM Rocks

## Kommerzieller Erfolg

### Chartplatzierungen
In den USA debütierte Shake It Off in den Billboard Hot 100 auf Platz 66, dem höchsten Debüt in der Veröffentlichungswoche. In der 7. Woche in den Charts erreichte der Song Platz 2 hinter Careys erfolgreicher Single We Belong Together. Dadurch wurde Carey der erste weibliche Künstler, der zwei Songs auf den ersten beiden Plätzen in den Billboard Hot 100 hatte. Shake It Off war sechs Wochen auf Platz 2, nachdem We Belong Together von Platz 1 fiel; es war hinter Kanye Wests Nummer-eins-Hit Gold Digger. Es blieb für 26 Wochen in den Billboard Hot 100.
Der Song konnte außerhalb der USA nicht den Erfolg von We Belong Together wiederholen. Er erreichte die Top-Five in Neuseeland und Platz 6 in Australien und als Doppel-A-Seite mit dem Song Get Your Number Platz 9 in Großbritannien und Irland, sowie in einigen anderen Ländern die Top-Twenty.
| ChartsChartplatzierungen       | Höchstplatzierung | Wochen |
| ------------------------------ | ----------------- | ------ |
| Vereinigte Staaten (Billboard) | 2 (26 Wo.)        | 26     |
| Vereinigtes Königreich (OCC)   | 9 (9 Wo.)         | 9      |

| ChartsJahrescharts (2005)      | Platzierung |
| ------------------------------ | ----------- |
| Vereinigte Staaten (Billboard) | 15          |

### Auszeichnungen für Musikverkäufe
| Land/Region               | Auszeichnungen für Musikverkäufe (Land/Region, Auszeichnung, Verkäufe) | Verkäufe  |
| ------------------------- | ---------------------------------------------------------------------- | --------- |
| Australien (ARIA)         | Gold                                                                   | 35.000    |
| Neuseeland (RMNZ)         | Platin                                                                 | 30.000    |
| Vereinigte Staaten (RIAA) | 2× Platin · + Gold (Mastertone)                                        | 1.500.000 |
| Insgesamt                 | 2× Gold · 3× Platin ·                                                  | 2.565.000 |

Hauptartikel: Mariah Carey/Auszeichnungen für Musikverkäufe